# Mirabegron
Mirabegron (nella fase sperimentale conosciuto come YM-178) è una molecola dotata di attività rilassante sulla muscolatura liscia del tratto genitourinario, utilizzata per il trattamento della vescica iperattiva.
È stato sviluppato da Astellas Pharma ed è stato approvato negli Stati Uniti nel luglio 2012.

## Farmacodinamica
Il composto è un agonista selettivo dei recettori β3-adrenergici. Attivando questi recettori a livello del muscolo detrusore della vescica, mirabegron induce al rilassamento muscolare e all'aumento della capacità della vescica.

La molecola nell'uomo agisce stimolando anche i recettori β1-adrenergici, ma a dosaggi più elevati di quelli generalmente raccomandati per il trattamento della vescica iperattiva.

## Farmacocinetica
Dopo somministrazione per via orale mirabegron viene adeguatamente assorbito dal tratto gastroenterico. La biodisponibilità assoluta è pari al 29% oppure al 35% per dosaggi rispettivamente di 25 o 50 mg. La concentrazione plasmatica di picco (Cmax)viene raggiunta dopo circa 3-5 ore (Tmax) dall'assunzione. Le concentrazioni plasmatiche di picco e l'area sotto la curva (AUC) sono diminuite del 45 e del 17%, rispettivamente, se viene contemporaneamente assunto un pasto ad alto contenuto di grassi e del 75 e 51%, rispettivamente, se il pasto è a basso contenuto di grassi.

Il farmaco si distribuisce ampiamente nei tessuti biologici. La concentrazione raggiunta all'interno degli eritrociti è circa due volte maggiore rispetto a quella dosabile nel plasma.
Studi sui ratti hanno evidenziato che il composto viene escreto nel latte e può essere rilevato nei cuccioli che allattano.
Non è noto se mirabegron sia escreto nel latte umano.

Il legame con le proteine plasmatiche è pari a circa il 71%, con una moderata affinità per l'albumina e la α1-glicoproteina acida.

Il composto viene metabolizzato a livello epatico tramite reazioni di dealchilazione, ossidazione, glucuronidazione diretta, e idrolisi ammide. Gli isoenzimi CYP2D6 e CYP3A4 possono essere coinvolti nel metabolismo ossidativo ma hanno un ruolo limitato nel metabolismo complessivo del farmaco. La butirilcolinesterasi, la glucuronosiltransferasi (UGT), e forse l'alcool deidrogenasi sembrano essere minimamente coinvolte nel metabolismo di mirabegron.
Mirabegron viene eliminato principalmente dalla clearance renale mediante filtrazione glomerulare e secrezione tubulare attiva.
Circa il 55 e il 34% di una dose radioattiva può essere recuperato nelle urine e nelle feci.

Circa il 25% viene rinvenuto come farmaco immodificato escreto nelle urine.
L'emivita del composto si aggira intorno alle 50 ore.
Nei soggetti affetti da insufficienza renale grave (clearance della creatinina compresa tra 15 e 30 mL/minuto/1,73m2) è stato riportato un incremento nella AUC e nelle concentrazioni plasmatiche massime del 118% e del 92%, rispettivamente. I medesimi parametri risultano aumentati del 65% e del 175%, rispettivamente, in soggetti con insufficienza epatica moderata.

## Usi clinici
Mirabegron trova indicazione nella gestione della vescica iperattiva, per il sollievo dei sintomi associati alla minzione: incontinenza urinaria da urgenza, urgenza minzionale, aumentata frequenza delle minzioni.

Il farmaco può essere utilizzato in alternativa agli agenti antimuscarinici, quando questi ultimi si sono rivelati inefficaci oppure non sono tollerati dal paziente per il verificarsi di effetti avversi anticolinergici.

## Effetti collaterali e indesiderati
I principali effetti avversi segnalati a carico del sistema gastrointestinale sono: secchezza del cavo orale, nausea, dispepsia, gastrite, dolore addominale spesso associato a senso di distensione addominale, costipazione e diarrea.
Comuni anche i disturbi cardiovascolari che comprendono ipertensione arteriosa, cardiopalmo e tachicardia, fibrillazione atriale.
Altri effetti avversi segnalati consistono in cefalea, vertigine, stancabilità, artralgia, infezioni delle vie aeree superiori, infezioni delle vie urinarie, litiasi renale, glaucoma, alterazioni della visione, secchezza oculare.

## Controindicazioni
Il farmaco non deve essere utilizzato nei soggetti con ipersensibilità nota al principio attivo oppure ad uno qualsiasi degli eccipienti contenuti nella formulazione farmacologica.

## Gravidanza e allattamento
L'uso di mirabegron non è raccomandato in donne in stato di gravidanza, così come in donne in età fertile che non usano misure contraccettive. Studi effettuati sugli animali hanno mostrato una tossicità riproduttiva.

La Food and Drug Administration ha inserito zonisamide in classe C per l'uso in gravidanza. In questa classe sono inseriti i farmaci i cui studi riproduttivi sugli animali hanno rilevato effetti dannosi sul feto (teratogenico, letale o altro) oppure quei farmaci per cui non sono disponibili studi controllati sull'uomo e talvolta né sull'uomo né sull'animale.

## Interazioni
- Agenti antimuscarinici (solifenacina, darifenacina): la contemporanea somministrazione può determinare un effetto additivo sulla potenziale ritenzione urinaria.
- Digossina, metoprololo, desipramina: il trattamento in associazione può comportare un incremento delle concentrazioni del picco plasmatico e della AUC di questi composti.
- Ketoconazolo: la co-somministrazione dell'antimicotico può determinare un incremento delle concentrazioni del picco plasmatico e della AUC di mirabegron.
- Flecainide, propafenone, tioridazina: possibile incremento dell'esposizione di queste sostanze
- Warfarin: la terapia di associazione con mirabegron sembra comportare un incremento delle concentrazioni plasmatiche di picco e dell'AUC di warfarin (sia dell'isomero S- che di R-), tuttavia non sembra comportare effetti clinici di rilievo sull'INR (International Normalized Ratio) o sul tempo di protrombina (PT).